# Comté de Brown (Texas)
Pour les articles homonymes, voir Comté de Brown.
Le comté de Brown, en anglais : Brown County, est un comté situé au centre de l'État du Texas aux États-Unis. Fondé le 27 août 1856, son siège de comté est la ville de Brownwood. Selon le recensement des États-Unis de 2020, sa population est de 38 095 habitants. Le comté a une superficie de 2 478,4 km2, dont 2 446 km2 en surfaces terrestres. Il est baptisé en référence au capitaine Henry Stevenson Brown, militaire durant la bataille de Velasco.

## Organisation du comté
Le comté est fondé le 27 août 1856, à partir de terres du comté de Travis et de terres rattachées au comté de Coryell. Il est définitivement organisé et autonome, en mai 1858.
Le comté est baptisé en référence au capitaine Henry Stevenson Brown, commandant de compagnie durant la bataille de Velasco, délégué à la Convention de 1832 et l'un des premiers anglo-américains de la région,.

## Comtés adjacents
| Comté de Callahan  | Comté d'Eastland  | Comté de Comanche |
| Comté de Coleman   | comté de Brown    |                   |
| Comté de McCulloch | Comté de San Saba | Comté de Mills    |

## Démographie
Lors du recensement de 2010, le comté comptait une population de 38 106 habitants. Elle est estimée, en 2017, à 38 053 habitants,.
| Groupes           | Comté de Brown | Texas | États-Unis |
| ----------------- | -------------- | ----- | ---------- |
| Blancs            | 86,5           | 70,4  | 72,4       |
| Autres            | 6,8            | 10,6  | 6,4        |
| Afro-Américains   | 3,6            | 11,9  | 12,6       |
| Métis             | 2,1            | 2,5   | 2,7        |
| Amérindiens       | 0,6            | 0,7   | 0,9        |
| Asiatiques        | 0,4            | 3,8   | 4,8        |
| Total             | 100            | 100   | 100        |
|                   |                |       |            |
| Latino-Américains | 19,6           | 37,6  | 16,7       |

Pyramide des âges du comté de Brown (2000).

Selon l'American Community Survey, pour la période 2011-2015, 93,25 % de la population âgée de plus de 5 ans déclare parler anglais à la maison, alors que 6,09 % déclare parler l’espagnol et 0,66 % une autre langue.